# Цинамон (оповідання)
Цинамон (англ. Cinnamon) — оповідання Ніла Геймана 1995 року. За словами самого автора, описати цю пригоду його надихнула скульптура каруселі Лізи Снеллінгс, яка зобразила дівчинку з очима-перлинами на ім'я Цинамон, що їхала верхи на тигрі.
Спочатку розповідь була доступна лише в аудіоформаті як частина аудіозбірки «The Neil Gaiman Audio Collection» (2004), але у травні 2017 року оповідання також вийшло у друкованому форматі книжки-картинки з ілюстраціями Дів'ї Сринівасан.

## Сюжет
Принцеса Цинамон мала дуже гарні очі-перлини, але не могла говорити. Того, хто змусить її заговорити, батьки дівчинки пообіцяли щедро винагородити. Своє щастя випробовували люди зі всієї країни, але вони весь час зазнавали невдачі, аж коли одного дня до палацу не прийшов тигр, який викликав у дівчинки почуття болю, страху та любові й цим повернув Цинамон дар мови.

## Переклад українською
- Ніл Ґейман. «Цинамон». Переклад з англійської: Богдана Романцова та Ніка Чулаєвська. На сайті журналу «Всесвіт»